# 大日本帝国陸軍連隊一覧
大日本帝国陸軍連隊一覧（だいにっぽんていこくりくぐんれんたいいちらん）は、大日本帝国陸軍の連隊を一覧形式でまとめたものである。

## 歩兵連隊

### 1～100
| - 歩兵第1連隊 - 歩兵第2連隊 - 歩兵第3連隊 - 歩兵第4連隊 - 歩兵第5連隊 - 歩兵第6連隊 - 歩兵第7連隊 - 歩兵第8連隊 - 歩兵第9連隊 - 歩兵第10連隊 - 歩兵第11連隊 - 歩兵第12連隊 - 歩兵第13連隊 - 歩兵第14連隊 - 歩兵第15連隊 - 歩兵第16連隊 - 歩兵第17連隊 - 歩兵第18連隊 - 歩兵第19連隊 - 歩兵第20連隊 - 歩兵第21連隊 - 歩兵第22連隊 - 歩兵第23連隊 - 歩兵第24連隊 - 歩兵第25連隊 | - 歩兵第26連隊 - 歩兵第27連隊 - 歩兵第28連隊 - 歩兵第29連隊 - 歩兵第30連隊 - 歩兵第31連隊 - 歩兵第32連隊 - 歩兵第33連隊 - 歩兵第34連隊 - 歩兵第35連隊 - 歩兵第36連隊 - 歩兵第37連隊 - 歩兵第38連隊 - 歩兵第39連隊 - 歩兵第40連隊 - 歩兵第41連隊 - 歩兵第42連隊 - 歩兵第43連隊 - 歩兵第44連隊 - 歩兵第45連隊 - 歩兵第46連隊 - 歩兵第47連隊 - 歩兵第48連隊 - 歩兵第49連隊 - 歩兵第50連隊 | - 歩兵第51連隊 - 歩兵第52連隊 - 歩兵第53連隊 - 歩兵第54連隊 - 歩兵第55連隊 - 歩兵第56連隊 - 歩兵第57連隊 - 歩兵第58連隊 - 歩兵第59連隊 - 歩兵第60連隊 - 歩兵第61連隊 - 歩兵第62連隊 - 歩兵第63連隊 - 歩兵第64連隊 - 歩兵第65連隊 - 歩兵第66連隊 - 歩兵第67連隊 - 歩兵第68連隊 - 歩兵第69連隊 - 歩兵第70連隊 - 歩兵第71連隊 - 歩兵第72連隊 - 歩兵第73連隊 - 歩兵第74連隊 - 歩兵第75連隊 | - 歩兵第76連隊 - 歩兵第77連隊 - 歩兵第78連隊 - 歩兵第79連隊 - 歩兵第80連隊 - 歩兵第81連隊 - 歩兵第82連隊 - 歩兵第83連隊 - 歩兵第84連隊 - 歩兵第85連隊 - 歩兵第86連隊 - 歩兵第87連隊 - 歩兵第88連隊 - 歩兵第89連隊 - 歩兵第90連隊 - 歩兵第91連隊 - 歩兵第92連隊 - 歩兵第93連隊 - 歩兵第94連隊 - 歩兵第98連隊 - 歩兵第99連隊 - 歩兵第100連隊 |

### 101～200
| - 歩兵第101連隊 - 歩兵第102連隊 - 歩兵第103連隊 - 歩兵第104連隊 - 歩兵第105連隊 - 歩兵第106連隊 - 歩兵第107連隊 - 歩兵第108連隊 - 歩兵第109連隊 - 歩兵第110連隊 - 歩兵第111連隊 - 歩兵第112連隊 - 歩兵第113連隊 - 歩兵第114連隊 - 歩兵第115連隊 - 歩兵第116連隊 - 歩兵第117連隊 - 歩兵第118連隊 | - 歩兵第119連隊 - 歩兵第120連隊 - 歩兵第121連隊 - 歩兵第122連隊 - 歩兵第123連隊 - 歩兵第124連隊 - 歩兵第125連隊 - 歩兵第126連隊 - 歩兵第128連隊 - 歩兵第129連隊 - 歩兵第130連隊 - 歩兵第131連隊 - 歩兵第132連隊 - 歩兵第133連隊 - 歩兵第134連隊 - 歩兵第135連隊 - 歩兵第136連隊 - 歩兵第137連隊 | - 歩兵第138連隊 - 歩兵第139連隊 - 歩兵第140連隊 - 歩兵第141連隊 - 歩兵第142連隊 - 歩兵第143連隊 - 歩兵第144連隊 - 歩兵第145連隊 - 歩兵第146連隊 - 歩兵第147連隊 - 歩兵第148連隊 - 歩兵第149連隊 - 歩兵第150連隊 - 歩兵第151連隊 - 歩兵第152連隊 - 歩兵第153連隊 - 歩兵第154連隊 - 歩兵第155連隊 | - 歩兵第157連隊 - 歩兵第158連隊 - 歩兵第161連隊 - 歩兵第163連隊 - 歩兵第168連隊 - 歩兵第170連隊 - 歩兵第171連隊 - 歩兵第172連隊 - 歩兵第173連隊 - 歩兵第177連隊 - 歩兵第187連隊 - 歩兵第188連隊 - 歩兵第189連隊 - 歩兵第196連隊 - 歩兵第197連隊 - 歩兵第198連隊 - 歩兵第199連隊 - 歩兵第200連隊 |

### 201～300
| - 歩兵第201連隊 - 歩兵第202連隊 - 歩兵第203連隊 - 歩兵第204連隊 - 歩兵第210連隊 - 歩兵第211連隊 - 歩兵第212連隊 - 歩兵第213連隊 - 歩兵第214連隊 - 歩兵第215連隊 - 歩兵第216連隊 - 歩兵第217連隊 - 歩兵第218連隊 - 歩兵第219連隊 - 歩兵第220連隊 - 歩兵第221連隊 - 歩兵第222連隊 - 歩兵第223連隊 - 歩兵第224連隊 - 歩兵第225連隊 - 歩兵第226連隊 | - 歩兵第227連隊 - 歩兵第228連隊 - 歩兵第229連隊 - 歩兵第230連隊 - 歩兵第231連隊 - 歩兵第232連隊 - 歩兵第233連隊 - 歩兵第234連隊 - 歩兵第235連隊 - 歩兵第236連隊 - 歩兵第237連隊 - 歩兵第238連隊 - 歩兵第239連隊 - 歩兵第240連隊 - 歩兵第241連隊 - 歩兵第242連隊 - 歩兵第243連隊 - 歩兵第244連隊 - 歩兵第245連隊 - 歩兵第246連隊 - 歩兵第247連隊 | - 歩兵第248連隊 - 歩兵第249連隊 - 歩兵第253連隊 - 歩兵第254連隊 - 歩兵第255連隊 - 歩兵第256連隊 - 歩兵第257連隊 - 歩兵第258連隊 - 歩兵第259連隊 - 歩兵第260連隊 - 歩兵第261連隊 - 歩兵第262連隊 - 歩兵第263連隊 - 歩兵第264連隊 - 歩兵第265連隊 - 歩兵第266連隊 - 歩兵第267連隊 - 歩兵第268連隊 - 歩兵第269連隊 - 歩兵第270連隊 - 歩兵第272連隊 | - 歩兵第273連隊 - 歩兵第274連隊 - 歩兵第275連隊 - 歩兵第276連隊 - 歩兵第277連隊 - 歩兵第278連隊 - 歩兵第279連隊 - 歩兵第280連隊 - 歩兵第281連隊 - 歩兵第282連隊 - 歩兵第283連隊 - 歩兵第284連隊 - 歩兵第285連隊 - 歩兵第289連隊 - 歩兵第290連隊 - 歩兵第291連隊 - 歩兵第292連隊 - 歩兵第293連隊 - 歩兵第294連隊 |

### 301～400
| - 歩兵第301連隊 - 歩兵第302連隊 - 歩兵第303連隊 - 歩兵第304連隊 - 歩兵第305連隊 - 歩兵第306連隊 - 歩兵第307連隊 - 歩兵第308連隊 - 歩兵第309連隊 - 歩兵第310連隊 - 歩兵第311連隊 - 歩兵第312連隊 - 歩兵第319連隊 - 歩兵第320連隊 - 歩兵第321連隊 - 歩兵第322連隊 - 歩兵第323連隊 - 歩兵第324連隊 - 歩兵第325連隊 - 歩兵第326連隊 - 歩兵第327連隊 - 歩兵第328連隊 | - 歩兵第329連隊 - 歩兵第330連隊 - 歩兵第331連隊 - 歩兵第332連隊 - 歩兵第333連隊 - 歩兵第334連隊 - 歩兵第335連隊 - 歩兵第336連隊 - 歩兵第337連隊 - 歩兵第338連隊 - 歩兵第339連隊 - 歩兵第340連隊 - 歩兵第341連隊 - 歩兵第342連隊 - 歩兵第343連隊 - 歩兵第344連隊 - 歩兵第345連隊 - 歩兵第346連隊 - 歩兵第347連隊 - 歩兵第348連隊 - 歩兵第349連隊 | - 歩兵第350連隊 - 歩兵第351連隊 - 歩兵第352連隊 - 歩兵第353連隊 - 歩兵第354連隊 - 歩兵第358連隊 - 歩兵第359連隊 - 歩兵第360連隊 - 歩兵第361連隊 - 歩兵第362連隊 - 歩兵第363連隊 - 歩兵第364連隊 - 歩兵第365連隊 - 歩兵第366連隊 - 歩兵第367連隊 - 歩兵第368連隊 - 歩兵第369連隊 - 歩兵第370連隊 - 歩兵第371連隊 - 歩兵第372連隊 - 歩兵第373連隊 | - 歩兵第374連隊 - 歩兵第375連隊 - 歩兵第376連隊 - 歩兵第377連隊 - 歩兵第378連隊 - 歩兵第379連隊 - 歩兵第380連隊 - 歩兵第381連隊 - 歩兵第382連隊 - 歩兵第383連隊 - 歩兵第384連隊 - 歩兵第385連隊 - 歩兵第386連隊 - 歩兵第387連隊 - 歩兵第388連隊 - 歩兵第389連隊 - 歩兵第390連隊 - 歩兵第391連隊 |

### 401～500
| - 歩兵第401連隊 - 歩兵第402連隊 - 歩兵第403連隊 - 歩兵第404連隊 - 歩兵第406連隊 - 歩兵第407連隊 - 歩兵第409連隊 - 歩兵第410連隊 - 歩兵第411連隊 - 歩兵第412連隊 - 歩兵第413連隊 - 歩兵第414連隊 - 歩兵第415連隊 - 歩兵第416連隊 - 歩兵第417連隊 - 歩兵第418連隊 | - 歩兵第419連隊 - 歩兵第420連隊 - 歩兵第421連隊 - 歩兵第422連隊 - 歩兵第423連隊 - 歩兵第424連隊 - 歩兵第425連隊 - 歩兵第426連隊 - 歩兵第427連隊 - 歩兵第428連隊 - 歩兵第429連隊 - 歩兵第430連隊 - 歩兵第431連隊 - 歩兵第432連隊 - 歩兵第433連隊 - 歩兵第434連隊 | - 歩兵第435連隊 - 歩兵第436連隊 - 歩兵第437連隊 - 歩兵第438連隊 - 歩兵第439連隊 - 歩兵第440連隊 - 歩兵第441連隊 - 歩兵第442連隊 - 歩兵第443連隊 - 歩兵第444連隊 - 歩兵第445連隊 - 歩兵第446連隊 - 歩兵第447連隊 - 歩兵第448連隊 - 歩兵第449連隊 - 歩兵第450連隊 | - 歩兵第451連隊 - 歩兵第452連隊 - 歩兵第453連隊 - 歩兵第454連隊 - 歩兵第455連隊 - 歩兵第456連隊 - 歩兵第457連隊 - 歩兵第458連隊 - 歩兵第459連隊 - 歩兵第460連隊 - 歩兵第461連隊 - 歩兵第462連隊 - 歩兵第463連隊 - 歩兵第464連隊 |

### 501～600
| - 歩兵第501連隊 - 歩兵第502連隊 - 歩兵第503連隊 - 歩兵第505連隊 - 歩兵第506連隊 - 歩兵第507連隊 | - 歩兵第508連隊 - 歩兵第509連隊 - 歩兵第510連隊 - 歩兵第511連隊 - 歩兵第512連隊 - 歩兵第513連隊 | - 歩兵第514連隊 - 歩兵第515連隊 - 歩兵第516連隊 - 歩兵第517連隊 - 歩兵第518連隊 - 歩兵第519連隊 | - 歩兵第520連隊 - 歩兵第521連隊 - 歩兵第522連隊 - 歩兵第523連隊 - 歩兵第524連隊 |

### 独立歩兵連隊
- 独立歩兵第1連隊
- 独立歩兵第2連隊
- 独立歩兵第4連隊
- 独立歩兵第5連隊

- 独立歩兵第10連隊
- 独立歩兵第11連隊
- 独立歩兵第12連隊
- 独立歩兵第13連隊

### 近衛歩兵連隊
- 近衛歩兵第1連隊
- 近衛歩兵第2連隊
- 近衛歩兵第3連隊
- 近衛歩兵第4連隊
- 近衛歩兵第5連隊

- 近衛歩兵第6連隊
- 近衛歩兵第7連隊
- 近衛歩兵第8連隊
- 近衛歩兵第9連隊
- 近衛歩兵第10連隊

### 台湾歩兵連隊
- 台湾歩兵第1連隊
- 台湾歩兵第2連隊

### 支那駐屯歩兵連隊
- 支那駐屯歩兵第1連隊
- 支那駐屯歩兵第2連隊
- 支那駐屯歩兵第3連隊

### 機動歩兵連隊
- 機動歩兵第1連隊
- 機動歩兵第2連隊
- 機動歩兵第3連隊

### 後備歩兵連隊
- 後備歩兵第1連隊
- 後備歩兵第3連隊
- 後備歩兵第4連隊
- 後備歩兵第5連隊
- 後備歩兵第6連隊
- 後備歩兵第7連隊
- 後備歩兵第8連隊
- 後備歩兵第9連隊
- 後備歩兵第10連隊
- 後備歩兵第11連隊

- 後備歩兵第12連隊
- 後備歩兵第13連隊
- 後備歩兵第15連隊
- 後備歩兵第16連隊
- 後備歩兵第17連隊
- 後備歩兵第18連隊
- 後備歩兵第19連隊
- 後備歩兵第20連隊
- 後備歩兵第21連隊
- 後備歩兵第22連隊

- 後備歩兵第23連隊
- 後備歩兵第24連隊
- 後備歩兵第29連隊
- 後備歩兵第31連隊
- 後備歩兵第32連隊
- 後備歩兵第33連隊
- 後備歩兵第34連隊
- 後備歩兵第36連隊
- 後備歩兵第37連隊
- 後備歩兵第38連隊

- 後備歩兵第39連隊
- 後備歩兵第40連隊
- 後備歩兵第42連隊
- 後備歩兵第43連隊
- 後備歩兵第46連隊
- 後備歩兵第47連隊
- 後備歩兵第48連隊
- 後備歩兵第49連隊
- 後備歩兵第51連隊
- 後備歩兵第52連隊

- 後備歩兵第53連隊
- 後備歩兵第54連隊
- 後備歩兵第55連隊
- 後備歩兵第56連隊
- 後備歩兵第57連隊
- 後備歩兵第58連隊
- 後備歩兵第59連隊
- 後備歩兵第60連隊

### 近衛後備歩兵連隊
- 近衛後備歩兵第1連隊
- 近衛後備歩兵第2連隊

## 戦車連隊
- 戦車第1連隊
- 戦車第2連隊
- 戦車第3連隊
- 戦車第4連隊
- 戦車第5連隊
- 戦車第6連隊
- 戦車第7連隊
- 戦車第8連隊
- 戦車第9連隊
- 戦車第10連隊
- 戦車第11連隊
- 戦車第12連隊

- 戦車第13連隊
- 戦車第14連隊
- 戦車第15連隊
- 戦車第16連隊
- 戦車第17連隊
- 戦車第18連隊
- 戦車第19連隊
- 戦車第22連隊
- 戦車第23連隊
- 戦車第24連隊
- 戦車第25連隊
- 戦車第26連隊

- 戦車第27連隊
- 戦車第28連隊
- 戦車第29連隊
- 戦車第30連隊
- 戦車第33連隊
- 戦車第34連隊
- 戦車第35連隊
- 戦車第36連隊
- 戦車第37連隊
- 戦車第38連隊
- 戦車第39連隊
- 戦車第40連隊

- 戦車第41連隊
- 戦車第42連隊
- 戦車第43連隊
- 戦車第44連隊
- 戦車第45連隊
- 戦車第46連隊
- 戦車第47連隊
- 戦車第48連隊
- 戦車第51連隊
- 戦車第52連隊

## 砲兵連隊
高射砲兵については#高射関係部隊、船舶砲兵については#船舶砲兵を参照。

### 師団野・山砲兵
- 近衛野砲兵第1連隊
- 近衛野砲兵第2連隊
- 近衛野砲兵第3連隊
- 台湾山砲兵連隊
- 支那駐屯砲兵連隊
- 野砲兵第1連隊
- 野砲兵第2連隊
- 野砲兵第3連隊
- 野砲兵第4連隊
- 野砲兵第5連隊
- 野砲兵第6連隊
- 山砲兵第7連隊
- 野砲兵第8連隊
- 山砲兵第9連隊
- 野砲兵第10連隊
- 山砲兵第11連隊
- 野砲兵第12連隊
- 野砲兵第13連隊
- 野砲兵第14連隊
- 山砲兵第15連隊
- 山砲兵第16連隊
- 野砲兵第17連隊
- 山砲兵第18連隊
- 山砲兵第19連隊
- 野砲兵第20連隊
- 野砲兵第21連隊
- 野砲兵第22連隊

- 野砲兵第23連隊
- 野砲兵第24連隊
- 山砲兵第25連隊
- 野砲兵第26連隊
- 山砲兵第27連隊
- 山砲兵第28連隊
- 山砲兵第29連隊
- 野砲兵第30連隊
- 山砲兵第31連隊
- 野砲兵第32連隊
- 野砲兵第33連隊
- 野砲兵第34連隊
- 野砲兵第35連隊
- 山砲兵第36連隊
- 山砲兵第37連隊
- 山砲兵第38連隊
- 野砲兵第39連隊
- 山砲兵第40連隊
- 山砲兵第41連隊
- 野砲兵第42連隊
- 野砲兵第43連隊
- 野砲兵第44連隊
- 野砲兵第46連隊
- 山砲兵第47連隊
- 山砲兵第48連隊
- 山砲兵第49連隊
- 山砲兵第50連隊

- 山砲兵第51連隊
- 山砲兵第52連隊
- 野砲兵第53連隊
- 野砲兵第54連隊
- 山砲兵第55連隊
- 野砲兵第56連隊
- 野砲兵第57連隊
- 山砲兵第71連隊
- 野砲兵第72連隊
- 野砲兵第73連隊
- 山砲兵第77連隊
- 山砲兵第79連隊
- 野砲兵第81連隊
- 野砲兵第84連隊
- 野砲兵第86連隊
- 山砲兵第88連隊
- 山砲兵第93連隊
- 野砲兵第94連隊
- 野砲兵第101連隊
- 野砲兵第104連隊
- 野砲兵第106連隊
- 野砲兵第107連隊
- 野砲兵第108連隊
- 野砲兵第110連隊
- 山砲兵第111連隊
- 野砲兵第112連隊
- 野砲兵第116連隊

- 野砲兵第119連隊
- 野砲兵第120連隊
- 野砲兵第121連隊
- 野砲兵第122連隊
- 野砲兵第123連隊
- 野砲兵第124連隊
- 野砲兵第125連隊
- 野砲兵第126連隊
- 野砲兵第128連隊
- 野砲兵第134連隊
- 野砲兵第135連隊
- 野砲兵第136連隊
- 野砲兵第137連隊
- 野砲兵第138連隊
- 野砲兵第139連隊
- 野砲兵第148連隊
- 野砲兵第149連隊
- 野砲兵第158連隊
- 野砲兵第201連隊
- 山砲兵第202連隊
- 野砲兵第205連隊
- 山砲兵第206連隊
- 山砲兵第209連隊
- 山砲兵第212連隊
- 野砲兵第212連隊
- 野砲兵第214連隊
- 野砲兵第216連隊

### 機動砲兵連隊
- 機動砲兵第1連隊
- 機動砲兵第2連隊
- 機動砲兵第3連隊

### 師団迫撃砲連隊
- 迫撃砲第201連隊
- 迫撃砲第202連隊
- 迫撃砲第205連隊
- 迫撃砲第206連隊

- 迫撃砲第209連隊
- 迫撃砲第212連隊
- 迫撃砲第214連隊
- 迫撃砲第216連隊

### 独立野砲兵連隊
- 独立野砲兵第1連隊
- 独立野砲兵第2連隊
- 独立野砲兵第3連隊
- 独立野砲兵第4連隊
- 独立野砲兵第5連隊
- 独立野砲兵第6連隊

- 独立野砲兵第7連隊
- 独立野砲兵第8連隊
- 独立野砲兵第9連隊
- 独立野砲兵第10連隊
- 独立野砲兵第11連隊

### 独立砲兵連隊
- 独立砲兵第13連隊
- 独立砲兵第14連隊

### 独立山砲兵連隊
- 独立山砲兵第1連隊
- 独立山砲兵第2連隊
- 独立山砲兵第3連隊
- 独立山砲兵第4連隊
- 独立山砲兵第5連隊
- 独立山砲兵第6連隊
- 独立山砲兵第7連隊
- 独立山砲兵第8連隊
- 独立山砲兵第9連隊
- 独立山砲兵第10連隊

- 独立山砲兵第11連隊
- 独立山砲兵第12連隊
- 独立山砲兵第13連隊
- 独立山砲兵第14連隊
- 独立山砲兵第15連隊
- 独立山砲兵第16連隊
- 独立山砲兵第17連隊
- 独立山砲兵第18連隊
- 独立山砲兵第19連隊
- 独立山砲兵第20連隊

### 野戦重砲兵連隊
- 野戦重砲兵第1連隊
- 野戦重砲兵第2連隊
- 野戦重砲兵第3連隊
- 野戦重砲兵第4連隊
- 野戦重砲兵第5連隊
- 野戦重砲兵第6連隊
- 野戦重砲兵第7連隊
- 野戦重砲兵第8連隊
- 野戦重砲兵第9連隊
- 野戦重砲兵第10連隊
- 野戦重砲兵第11連隊

- 野戦重砲兵第12連隊
- 野戦重砲兵第13連隊
- 野戦重砲兵第14連隊
- 野戦重砲兵第15連隊
- 野戦重砲兵第16連隊
- 野戦重砲兵第17連隊
- 野戦重砲兵第18連隊
- 野戦重砲兵第19連隊
- 野戦重砲兵第20連隊
- 野戦重砲兵第22連隊
- 野戦重砲兵第23連隊

- 野戦重砲兵第25連隊
- 野戦重砲兵第26連隊
- 野戦重砲兵第27連隊
- 野戦重砲兵第28連隊
- 野戦重砲兵第29連隊
- 野戦重砲兵第30連隊
- 野戦重砲兵第52連隊
- 野戦重砲兵第53連隊
- 野戦重砲兵第54連隊

### 重砲兵連隊・独立重砲兵連隊
- 重砲兵第1連隊（II）。Iは野戦重砲兵第1連隊に改編。
- 重砲兵第2連隊（II）。Iは野戦重砲兵第2連隊に改編。
- 重砲兵第3連隊（II）。Iは野戦重砲兵第3連隊に改編。
- 重砲兵第4連隊 - 野戦重砲兵第4連隊に改編。
- 重砲兵第5連隊（II）。Iは野戦重砲兵第5連隊に改編。
- 重砲兵第6連隊（II）。Iは野戦重砲兵第6連隊に改編。
- 重砲兵第7連隊
- 重砲兵第8連隊

- 重砲兵第9連隊
- 重砲兵第12連隊
- 重砲兵第13連隊
- 重砲兵第14連隊
- 重砲兵第15連隊
- 重砲兵第16連隊
- 重砲兵第17連隊

- 重砲兵第18連隊
- 重砲兵第19連隊
- 独立重砲兵第13連隊
- 阿城重砲兵連隊
- 穆稜重砲兵連隊
- 東寧重砲兵連隊
- 牡丹江重砲兵連隊

### 要塞重砲兵連隊
- 要塞砲兵第1連隊 - 東京湾要塞砲兵連隊に改称。
- 要塞砲兵第2連隊 -
- 要塞砲兵第4連隊 -
- 東京湾要塞砲兵連隊 - 横須賀重砲兵連隊に改称。
- 横須賀重砲兵連隊 - 東京湾要塞重砲兵連隊に改編。
- 東京湾要塞重砲兵連隊
- 鶏知重砲兵連隊 - 対馬要塞重砲兵連隊に改編
- 壱岐要塞重砲兵連隊
- 下関要塞重砲兵連隊
- 馬山重砲兵連隊
- 釜山要塞重砲兵連隊
- 由良要塞重砲兵連隊
- 深山重砲兵連隊 - 重砲兵第5連隊（II）に改編
- 函館重砲兵連隊 - 津軽要塞重砲兵連隊に改編。
- 津軽要塞重砲兵連隊
- 宗谷要塞重砲兵連隊
- 麗水要塞重砲兵連隊
- 舞鶴重砲兵連隊

- 父島要塞重砲兵連隊 - 重砲兵第9連隊に改編
- 奄美大島要塞重砲兵連隊 - 重砲兵第6連隊（II）に改編
- 豊予要塞重砲兵連隊 - 重砲兵第18連隊に改編
- 長崎要塞重砲兵連隊 - 重砲兵第17連隊に改編
- 澎湖島要塞重砲兵連隊 - 重砲兵第12連隊に改編
- 旅順要塞重砲兵連隊
- 高雄要塞重砲兵連隊 - 重砲兵第16連隊に改編
- 基隆要塞重砲兵連隊 - 重砲兵第13連隊に改編
- 永興湾要塞重砲兵連隊 - 重砲兵第15連隊に改編
- 羅津要塞重砲兵連隊 - 重砲兵第14連隊に改編
- 中城湾要塞重砲兵連隊 - 重砲兵第7連隊に改編
- 船浮要塞重砲兵連隊 - 重砲兵第8連隊に改編
- 佐世保重砲兵連隊

### 砲兵情報連隊
- 砲兵情報第1連隊
- 砲兵情報第2連隊
- 砲兵情報第3連隊
- 砲兵情報第4連隊
- 砲兵情報第5連隊
- 砲兵情報第6連隊

### 騎砲兵連隊
- 騎砲兵連隊
- 騎兵集団騎砲兵連隊
- 騎砲兵第1連隊
- 騎砲兵第2連隊
- 騎砲兵第3連隊
- 騎砲兵第4連隊

### その他の砲兵系連隊
- 臨時徒歩砲兵第1連隊
- 臨時徒歩砲兵第2連隊
- 攻城重砲兵第1連隊[1] -
- 独立臼砲第1連隊（I・II）
- 気球連隊

## 高射関係部隊

### 高射砲連隊
- 東京防空隊高射砲第1連隊 - [2]
- 東京防空隊高射砲第2連隊 - [2]
- 東京防空隊高射砲第3連隊 - [2]
- 大阪防空隊高射砲第1連隊 - [2]
- 大阪防空隊高射砲第2連隊 - [2]
- 小倉防空隊高射砲第1連隊 - [2]
- 高射砲第1連隊
- 高射砲第2連隊
- 高射砲第3連隊
- 高射砲第4連隊
- 高射砲第5連隊 - 朝鮮会寧
- 高射砲第6連隊 - 朝鮮平壌
- 高射砲第7連隊
- 高射砲第8連隊 - 台湾屏東
- 高射砲第9連隊[3]
- 高射砲第10連隊[4]
- 高射砲第11連隊[3]
- 高射砲第12連隊[5]
- 高射砲第13連隊[6]
- 高射砲第15連隊 - [7]
- 高射砲第16連隊 - [7]
- 高射砲第17連隊[8]
- 高射砲第18連隊[9]
- 高射砲第19連隊[10]
- 高射砲第20連隊 - [11]
- 高射砲第21連隊 - [11]
- 高射砲第22連隊 - （第11軍司令官管理下）[11]
- 高射砲第23連隊 - （第21軍司令官管理下）[11]
- 高射砲第24連隊 - [12]
- 高射砲第25連隊
- 高射砲第26連隊
- 高射砲第41連隊[12]

- 高射砲第101連隊 -
- 高射砲第102連隊 -
- 高射砲第103連隊 - [13]
- 高射砲第104連隊 - 野戦高射砲第67大隊を改称。
- 高射砲第111連隊 - 高射第1師団を参照。
- 高射砲第112連隊 - 高射第1師団を参照。
- 高射砲第113連隊 - 高射第1師団を参照。
- 高射砲第114連隊 - 高射第1師団を参照。
- 高射砲第115連隊 - 高射第1師団を参照。
- 高射砲第116連隊 - 高射第1師団を参照。
- 高射砲第117連隊 - 高射第1師団を参照。
- 高射砲第118連隊 - 高射第1師団を参照。
- 高射砲第119連隊 - 高射第1師団を参照。
- 高射砲第121連隊 - 高射第3師団を参照。
- 高射砲第122連隊 - 高射第3師団を参照。
- 高射砲第123連隊 - 高射第3師団を参照。
- 高射砲第124連隊 - 高射第2師団を参照。
- 高射砲第125連隊 - 高射第2師団を参照。
- 高射砲第131連隊 - 高射第4師団を参照。
- 高射砲第132連隊 - 高射第4師団を参照。
- 高射砲第133連隊 - 高射第4師団を参照。
- 高射砲第134連隊 - 高射第4師団を参照。
- 高射砲第135連隊 -
- 高射砲第136連隊 - 高射第4師団を参照。
- 高射砲第141連隊 -
- 高射砲第151連隊 -
- 高射砲第152連隊 -
- 高射砲第161連隊 -
- 高射砲第162連隊 -
- 高射砲第171連隊 -

### 防空連隊
1941年末に高射砲連隊より改称。1944年4月に再び高射砲連隊へ改称。
- 防空第1連隊 - [14]
- 防空第2連隊 - [14]
- 防空第3連隊 - [14]
- 防空第4連隊 - [14]
- 防空第5連隊 - [14]
- 防空第6連隊 - [14]
- 防空第7連隊 - [14]
- 防空第11連隊
- 防空第12連隊
- 防空第13連隊
- 防空第15連隊
- 防空第21連隊
- 防空第22連隊
- 防空第23連隊
- 防空第25連隊

- 防空第31連隊 - [15]
- 防空第41連隊 - [15]
- 防空第42連隊 - [15]
- 防空第51連隊 - [15]
- 防空第52連隊
- 防空第61連隊 - [14]
- 防空第101連隊
- 防空第102連隊
- 防空第103連隊

### その他
- 照空第1連隊

## 工兵連隊
- 近衛工兵第1連隊
- 近衛工兵第2連隊
- 近衛工兵第3連隊
- 工兵第1連隊
- 工兵第2連隊
- 工兵第3連隊
- 工兵第4連隊
- 工兵第5連隊
- 工兵第6連隊
- 工兵第7連隊
- 工兵第8連隊
- 工兵第9連隊
- 工兵第10連隊
- 工兵第11連隊
- 工兵第12連隊
- 工兵第13連隊
- 工兵第14連隊
- 工兵第15連隊
- 工兵第16連隊
- 工兵第17連隊
- 工兵第18連隊
- 工兵第19連隊

- 工兵第20連隊
- 工兵第21連隊
- 工兵第22連隊
- 工兵第23連隊
- 工兵第24連隊
- 工兵第25連隊
- 工兵第26連隊
- 工兵第27連隊
- 工兵第28連隊
- 工兵第29連隊
- 工兵第30連隊
- 工兵第31連隊
- 工兵第32連隊
- 工兵第33連隊
- 工兵第34連隊
- 工兵第35連隊
- 工兵第36連隊
- 工兵第37連隊
- 工兵第38連隊
- 工兵第39連隊
- 工兵第40連隊
- 工兵第41連隊

- 工兵第42連隊
- 工兵第43連隊
- 工兵第44連隊
- 工兵第47連隊
- 工兵第48連隊
- 工兵第49連隊
- 工兵第50連隊
- 工兵第51連隊
- 工兵第52連隊
- 工兵第53連隊
- 工兵第54連隊
- 工兵第55連隊
- 工兵第56連隊
- 工兵第57連隊
- 工兵第71連隊
- 工兵第72連隊
- 工兵第73連隊
- 工兵第77連隊
- 工兵第79連隊
- 工兵第81連隊
- 工兵第84連隊
- 工兵第86連隊

- 工兵第88連隊
- 工兵第93連隊
- 工兵第94連隊
- 工兵第104連隊
- 工兵第106連隊
- 工兵第107連隊
- 工兵第108連隊
- 工兵第109連隊
- 工兵第116連隊
- 工兵第119連隊
- 工兵第121連隊
- 工兵第122連隊
- 工兵第123連隊
- 工兵第134連隊
- 工兵第135連隊
- 工兵第136連隊
- 工兵第137連隊
- 工兵第138連隊
- 工兵第139連隊
- 工兵第148連隊
- 工兵第149連隊
- 工兵第158連隊

### 独立工兵連隊
- 独立工兵第1連隊 - [16]
- 独立工兵第2連隊
- 独立工兵第3連隊
- 独立工兵第4連隊
- 独立工兵第5連隊
- 独立工兵第6連隊
- 独立工兵第7連隊
- 独立工兵第8連隊
- 独立工兵第9連隊
- 独立工兵第10連隊
- 独立工兵第11連隊
- 独立工兵第12連隊[17] -

- 独立工兵第15連隊
- 独立工兵第18連隊[18] -
- 独立工兵第19連隊
- 独立工兵第20連隊
- 独立工兵第21連隊
- 独立工兵第22連隊
- 独立工兵第23連隊
- 独立工兵第24連隊
- 独立工兵第25連隊
- 独立工兵第26連隊
- 独立工兵第27連隊
- 独立工兵第28連隊[17] -

- 独立工兵第30連隊
- 独立工兵第33連隊
- 独立工兵第34連隊
- 独立工兵第36連隊
- 独立工兵第37連隊
- 独立工兵第38連隊
- 独立工兵第39連隊
- 独立工兵第40連隊
- 独立工兵第41連隊
- 独立工兵第42連隊
- 独立工兵第43連隊 - [19]
- 独立工兵第52連隊

## 輜重兵連隊
- 輜重兵第1連隊
- 輜重兵第2連隊
- 輜重兵第3連隊
- 輜重兵第4連隊
- 輜重兵第5連隊
- 輜重兵第6連隊
- 輜重兵第7連隊
- 輜重兵第8連隊
- 輜重兵第9連隊
- 輜重兵第10連隊
- 輜重兵第11連隊
- 輜重兵第12連隊
- 輜重兵第13連隊
- 輜重兵第14連隊
- 輜重兵第15連隊
- 輜重兵第16連隊
- 輜重兵第17連隊
- 輜重兵第18連隊
- 輜重兵第19連隊
- 輜重兵第20連隊（I）、（II）
- 輜重兵第21連隊
- 輜重兵第22連隊
- 輜重兵第23連隊
- 輜重兵第24連隊
- 輜重兵第25連隊
- 輜重兵第26連隊
- 輜重兵第27連隊
- 輜重兵第28連隊
- 輜重兵第29連隊

- 輜重兵第30連隊
- 輜重兵第31連隊
- 輜重兵第32連隊
- 輜重兵第33連隊
- 輜重兵第34連隊
- 輜重兵第35連隊
- 輜重兵第36連隊
- 輜重兵第37連隊
- 輜重兵第38連隊
- 輜重兵第39連隊
- 輜重兵第40連隊
- 輜重兵第41連隊
- 輜重兵第42連隊
- 輜重兵第43連隊
- 輜重兵第44連隊
- 輜重兵第46連隊
- 輜重兵第47連隊
- 輜重兵第48連隊
- 輜重兵第49連隊
- 輜重兵第50連隊
- 輜重兵第51連隊
- 輜重兵第52連隊
- 輜重兵第53連隊
- 輜重兵第54連隊
- 輜重兵第55連隊
- 輜重兵第56連隊
- 輜重兵第57連隊
- 輜重兵第71連隊
- 輜重兵第72連隊

- 輜重兵第73連隊
- 輜重兵第77連隊
- 輜重兵第79連隊
- 輜重兵第81連隊
- 輜重兵第84連隊
- 輜重兵第86連隊
- 輜重兵第88連隊
- 輜重兵第93連隊
- 輜重兵第94連隊
- 輜重兵第96連隊
- 輜重兵第104連隊
- 輜重兵第106連隊
- 輜重兵第107連隊
- 輜重兵第110連隊
- 輜重兵第116連隊
- 輜重兵第119連隊
- 輜重兵第120連隊
- 輜重兵第121連隊
- 輜重兵第122連隊
- 輜重兵第123連隊
- 輜重兵第125連隊 （I）、（II）
- 輜重兵第134連隊
- 輜重兵第135連隊
- 輜重兵第136連隊
- 輜重兵第137連隊
- 輜重兵第138連隊
- 輜重兵第139連隊
- 輜重兵第148連隊
- 輜重兵第149連隊 - 輜重兵第125連隊（I）改称。

### 近衛輜重兵連隊
- 近衛輜重兵連隊
- 近衛輜重兵第2連隊 - 近衛輜重兵連隊を改編。
- 近衛輜重兵第3連隊

### 独立輜重兵連隊
- 独立輜重兵第1連隊
- 独立輜重兵第2連隊
- 独立輜重兵第3連隊
- 独立輜重兵第4連隊

### 自動車連隊
- 自動車第1連隊
- 自動車第2連隊
- 自動車第3連隊
- 自動車第4連隊
- 自動車第5連隊
- 自動車第6連隊
- 自動車第7連隊
- 自動車第21連隊
- 自動車第22連隊

- 自動車第23連隊
- 自動車第24連隊
- 自動車第25連隊
- 自動車第26連隊
- 自動車第27連隊
- 自動車第28連隊
- 自動車第29連隊
- 自動車第30連隊
- 自動車第31連隊

- 自動車第32連隊
- 自動車第33連隊
- 自動車第34連隊
- 自動車第35連隊
- 自動車第36連隊
- 自動車第37連隊
- 自動車第38連隊
- 自動車第39連隊

## 混成連隊
終戦時には9個連隊が存在した。
- 混成第1連隊 - 第109師団参照。
- 混成第2連隊 - 第17師団参照。
- 混成第3連隊 - 第38師団参照。
- 混成第4連隊 - 独立混成第39旅団参照。
- 混成第5連隊 - 独立混成第39旅団参照。
- 混成第6連隊 - 第17師団参照。
- 混成第101連隊 -

### 独立混成連隊
- 独立混成第1連隊 - 独立混成第40旅団に編合[21]
- 独立混成第2連隊 -
- 独立混成第4連隊 -
- 独立混成第5連隊 - 独立混成第12連隊に改編[22]。
- 独立混成第6連隊 - [21]
- 独立混成第7連隊 - 第14師団に編合。
- 独立混成第8連隊 - 独立混成第69旅団に改編。
- 独立混成第9連隊 -[22]
- 独立混成第10連隊 - [22]
- 独立混成第11連隊 - [22]
- 独立混成第12連隊 - 独立混成第5連隊改編。[22]
- 独立混成第13連隊 - [22]
- 独立混成第14連隊 - [23]
- 独立混成第15連隊 - 独立混成第44旅団に編合。[24]
- 独立混成第16連隊 - 独立混成第67旅団に編合。
- 独立混成第17連隊 -
- 独立混成第18連隊 - 独立混成第66旅団に編合。
- 独立混成第21連隊 - 独立混成第64旅団に編合。[24]
- 独立混成第22連隊 - 独立混成第64旅団に編合。[24]
- 独立混成第23連隊 - 独立混成第109旅団に改編。

- 独立混成第25連隊
- 独立混成第26連隊
- 独立混成第27連隊 - 歩兵第327連隊に改編[21]。
- 独立混成第28連隊 - 昭和20年令も未動員[25]。
- 独立混成第29連隊 - 昭和20年令も未動員[25]。
- 独立混成第30連隊 - 独立混成第100旅団に編合。
- 独立混成第31連隊
- 独立混成第32連隊 - 独立混成第112旅団に編合[21]。
- 独立混成第33連隊 - 独立混成第112旅団に編合[21]。
- 独立混成第34連隊
- 独立混成第35連隊
- 独立混成第36連隊
- 独立混成第37連隊
- 独立混成第38連隊
- 独立混成第39連隊
- 独立混成第40連隊
- 独立混成第41連隊
- 独立混成第42連隊
- 独立混成第43連隊 - 独立混成第67旅団に編合。

## 電信連隊
- 電信第1連隊
- 電信第2連隊
- 電信第3連隊
- 電信第4連隊
- 電信第5連隊
- 電信第6連隊
- 電信第7連隊
- 電信第8連隊
- 電信第9連隊
- 電信第10連隊
- 電信第11連隊
- 電信第12連隊
- 電信第13連隊

- 電信第14連隊
- 電信第15連隊
- 電信第16連隊
- 電信第17連隊
- 電信第18連隊
- 電信第19連隊
- 電信第24連隊
- 電信第25連隊 [12]
- 電信第26連隊
- 電信第27連隊
- 電信第28連隊
- 電信第29連隊
- 電信第30連隊

- 電信第31連隊
- 電信第32連隊
- 電信第33連隊
- 電信第34連隊
- 電信第35連隊
- 電信第36連隊
- 電信第37連隊
- 電信第38連隊
- 電信第39連隊
- 電信第40連隊
- 電信第41連隊
- 電信第42連隊
- 電信第43連隊

- 電信第44連隊
- 電信第45連隊
- 電信第46連隊
- 電信第47連隊
- 電信第48連隊
- 電信第49連隊
- 電信第50連隊
- 電信第51連隊
- 電信第52連隊
- 電信第53連隊
- 電信第54連隊
- 電信第55連隊
- 電信第56連隊

## 船舶部隊
独立工兵連隊にも船舶運用を任務とするものがあるが、工兵部隊の項を参照。

### 船舶工兵連隊
- 船舶工兵第1連隊 - ※独工第6連隊を改編
- 船舶工兵第2連隊 - ※独工第11連隊を改編
- 船舶工兵第3連隊 -
- 船舶工兵第4連隊 - ※独工第14連隊を改編
- 船舶工兵第5連隊 - ※独工第10連隊を改編
- 船舶工兵第6連隊 - ※独工第26連隊を改編
- 船舶工兵第7連隊
- 船舶工兵第8連隊
- 船舶工兵第9連隊
- 船舶工兵第10連隊
- 船舶工兵第11連隊
- 船舶工兵第12連隊
- 船舶工兵第13連隊
- 船舶工兵第14連隊 - ※独工第24連隊を改編
- 船舶工兵第15連隊
- 船舶工兵第16連隊
- 船舶工兵第17連隊
- 船舶工兵第18連隊
- 船舶工兵第19連隊
- 船舶工兵第20連隊
- 船舶工兵第21連隊
- 船舶工兵第22連隊
- 船舶工兵第23連隊
- 船舶工兵第24連隊
- 船舶工兵第25連隊
- 船舶工兵第26連隊

- 船舶工兵第27連隊 - ※元は独工第34連隊[26]
- 船舶工兵第28連隊
- 船舶工兵第29連隊
- 船舶工兵第30連隊
- 船舶工兵第31連隊
- 船舶工兵第32連隊
- 船舶工兵第33連隊
- 船舶工兵第34連隊
- 船舶工兵第35連隊
- 船舶工兵第36連隊
- 船舶工兵第37連隊
- 船舶工兵第38連隊
- 船舶工兵第39連隊
- 船舶工兵第40連隊
- 船舶工兵第41連隊
- 船舶工兵第42連隊
- 船舶工兵第43連隊
- 船舶工兵第44連隊
- 船舶工兵第45連隊
- 船舶工兵第46連隊
- 船舶工兵第47連隊
- 船舶工兵第48連隊
- 船舶工兵第49連隊
- 船舶工兵第50連隊
- 船舶工兵第51連隊
- 船舶工兵第57連隊

### 船舶砲兵
- 船舶高射砲連隊 - 後に船舶高射砲第1連隊に改称。[27]
- 船舶高射砲第2連隊 - [27]
- 船舶砲兵第1連隊 - 船舶高射砲第1連隊改編[27]。
- 船舶砲兵第2連隊 - 船舶高射砲第2連隊改編[27]。
- 特設船舶砲兵連隊
- 船舶情報連隊
- 船舶機関砲第1連隊
- 船舶機関砲第2連隊

### 船舶通信連隊
- 船舶通信連隊[17] -
- 船舶固定通信連隊[17] -

## 航空部隊

### 航空連隊・飛行連隊
1937年以降、飛行連隊は飛行戦隊に改称。
また、1944年前後より教育飛行連隊は教育飛行隊に改称。
- 航空第1連隊
- 飛行第1連隊 - 航空第1連隊改称
- 飛行第2連隊
- 飛行第3連隊
- 飛行第4連隊
- 飛行第5連隊
- 飛行第6連隊
- 飛行第7連隊
- 飛行第8連隊

- 飛行第9連隊
- 飛行第10連隊
- 飛行第11連隊
- 飛行第12連隊
- 飛行第13連隊
- 飛行第14連隊
- 飛行第15連隊
- 飛行第16連隊

- 教育飛行第101連隊
- 教育飛行第102連隊
- 教育飛行第103連隊
- 教育飛行第104連隊
- 教育飛行第105連隊
- 教育飛行第106連隊
- 教育飛行第107連隊
- 教育飛行第108連隊
- 教育飛行第109連隊

- 教育飛行第110連隊
- 教育飛行第111連隊
- 教育飛行第112連隊
- 教育飛行第113連隊
- 教育飛行第114連隊
- 教育飛行第115連隊
- 教育飛行第116連隊
- 教育飛行第117連隊
- 教育飛行第118連隊

### 航空通信連隊
初期には「航空通信第1連隊」のように部隊番号が後ろに付いた呼称であった。
- 第1航空通信連隊
- 第2航空通信連隊
- 第3航空通信連隊
- 第4航空通信連隊
- 第5航空通信連隊
- 第6航空通信連隊
- 第7航空通信連隊

- 第8航空通信連隊
- 第9航空通信連隊
- 第10航空通信連隊
- 第11航空通信連隊
- 第12航空通信連隊
- 第13航空通信連隊
- 第14航空通信連隊

- 第15航空通信連隊
- 第16航空通信連隊
- 第18航空通信連隊
- 第19航空通信連隊
- 第23航空通信連隊
- 第24航空通信連隊
- 第31航空通信連隊

### 航空情報連隊
- 第1航空情報連隊
- 第2航空情報連隊
- 第3航空情報連隊
- 第4航空情報連隊
- 第5航空情報連隊
- 第6航空情報連隊
- 第7航空情報連隊

- 第8航空情報連隊
- 第9航空情報連隊
- 第10航空情報連隊
- 第11航空情報連隊
- 第14航空情報連隊
- 第22航空情報連隊

### その他
- 第1航測連隊
- 第2航測連隊
- 第1気象連隊
- 第2気象連隊
- 第3気象連隊
- 第4気象連隊
- 第1航空路連隊

## 特設連隊
- 特設第1連隊 -[28]
- 特設第2連隊 - 特設第1旅団参照。[28]
- 特設第3連隊 - 特設第1旅団参照。[28]
- 特設第4連隊 - 特設第1旅団参照。[28]
- 特設第5連隊 - 沖縄で海上挺進戦隊の出撃後の残留人員で編成予定。特設第2旅団参照。[28]
- 特設第6連隊 - 特設第2旅団参照。[28]

## その他の連隊
- 機動第1連隊
- 機動第2連隊
- 機動第3連隊
- 迫撃第1連隊
- 迫撃第2連隊
- 迫撃第3連隊
- 特種自動車第1連隊